# Ricinuleïden
Ricinuleïden (Ricinulei) zijn een orde van geleedpotige dieren die tot de klasse spinachtigen (Arachnida) behoren. Het is een vrij onbekende groep die door 14 soorten wordt vertegenwoordigd – een klein aantal in vergelijking met andere ordes van spinachtigen. 
In de Nederlandse taal worden de soorten soms aangeduid als pantserspin of kapucijnspin maar een algemeen geaccepteerde naam voor deze groep is er nog niet.

## Kenmerken
Ricinuleïden hebben een maximale lichaamslengte van ongeveer 1 centimeter maar de meeste soorten blijven aanmerkelijk kleiner. Aan de voorrand van het rugschild is een beweegbare klep bevestigd, ter bescherming van de monddelen, die als een vizier kan neergeklapt worden. Bij alle soorten ontbreken ogen. Morfologisch lijken ze op een kruising tussen een teek en een spin. Biologisch gezien ligt het wat moeilijker: de relatie van de Ricinulei met andere spinachtigen is onduidelijk.

## Leefwijze
Ricinuleïden leven waarschijnlijk van insecten en andere arachniden, daar ze cheliceren of gifkaken hebben. Ze zijn actief in de nacht door het gebrek aan zicht.

## Verspreiding en leefgebied
Alle soorten leven in de tropen van Afrika en Amerika in hete en vochtige biotopen. De Ricinulei staan bij biologen bekend om hun zeldzaamheid.

## Taxonomie
Enkele bekendere geslachten zijn Pseudocellus en Cryptocellus.